# 宋庆龄儿童科学技术馆
宋庆龄儿童科技馆位于北京市海淀区羊坊店街道玉渊潭南路11号，是宋庆龄基金会成立后，利用海内外人士的捐款所筹建的。该馆于1986年开馆。2019年10月，被中华人民共和国国务院核定为第八批全国重点文物保护单位。

## 概况

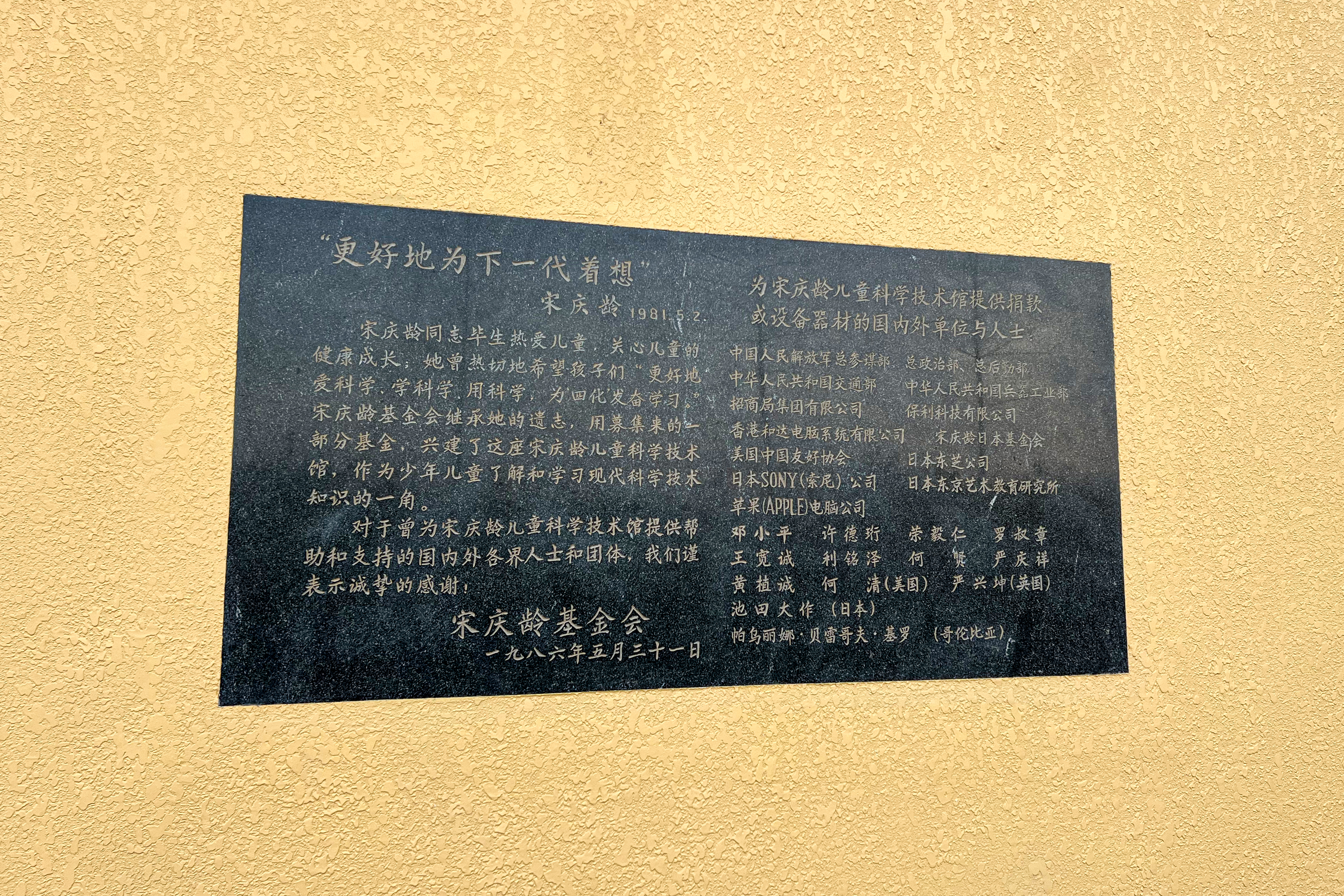
老馆外墙的致谢匾

宋庆龄基金会成立后，决定利用海内外人士的捐款在北京筹建一个儿童科学公园。这一决定得到了北京市人民政府等有关部门的支持，最后确定宋庆龄基金会与北京市人民政府在玉渊潭公园联合筹建“宋庆龄儿童科学公园”。在1982年12月28日举行的该基金会第一次在京理事会上，理事陈向远（时任北京市市政管理委员会主任）报告了宋庆龄儿童科学公园的筹建情况。兴建该公园的消息在《人民日报》发表之后，美国、日本、加拿大等国家的友好人士相继在所在国成立了以筹集该儿童科学公园所需建设资金为主要任务的“宋庆龄基金会”。邓小平也将《邓小平文集》英文版版税捐赠给中国宋庆龄基金会。
1986年6月1日，在各界的支持下，宋庆龄儿童科学技术馆在玉渊潭公园建成开放。1994年时任中共中央总书记、国家主席江泽民为该馆题写了馆名。2017年，宋庆龄科技馆新馆（中国宋庆龄青少年科技文化交流中心）落成。2019年10月16日宋庆龄儿童科学技术馆老馆凭借其独特的历史和社会价值，被国务院正式列为第八批全国重点文物保护单位，分类为近现代重要史迹及代表性建筑，也是至今时代最晚的全国重点文物保护单位。2021年宋庆龄儿童科学技术馆向社会各界征集文物藏品。